# Santos Women's Tour 2019
La 13e édition du Santos Women's Tour a lieu du 10 janvier 2019 au 13 janvier 2019, en Australie. La course fait partie du calendrier UCI féminin en catégorie 2.1. Le départ est donné à Hahndorf et Adélaïde accueille l'arrivée de ce tour.
Vainqueur de la 2e étape, Amanda Spratt (Mitchelton-Scott) remporte la course, devant sa coéquipière Lucy Kennedy et Rachel Neylan (UniSA-Australia).

## Équipes
| Équipes féminines professionnelles (10)- Alé Cipollini - Astana Women's - BePink - CCC-Liv - Doltcini-Van Eyck Sport - Mitchelton-Scott - Rally UHC Cycling Women - Swapit Agolico - Tibco-Silicon Valley Bank - Trek-Segafredo Équipe nationale- Nouvelle-Zélande Équipe nationale sponsorisée- UniSA-Australia Équipes régionales et de clubs (3)- Gusto StepFWD KOM - Specialized Women's Racing - Sydney University |
| |

## Étapes
Le Santos Women's Tour se dispute sur quatre étapes pour un total de 376,6 km.
| Étape     | Date     | Villes étapes        | type            | Distance (km) | Vainqueur d'étape   | Leader du classement général |
| --------- | -------- | -------------------- | --------------- | ------------- | ------------------- | ---------------------------- |
| 1re étape | 10 janv. | Hahndorf – Birdwood  | étape vallonnée | 112,9         | Letizia Paternoster | Letizia Paternoster          |
| 2e étape  | 11 janv. | Nuriootpa – Angaston | étape vallonnée | 116,7         | Amanda Spratt       | Amanda Spratt                |
| 3e étape  | 12 janv. | Nairne – Stirling    | étape de plaine | 104,5         | Grace Brown         | Amanda Spratt                |
| 4e étape  | 13 janv. | Adélaïde – Adélaïde  | étape de plaine | 42,5          | Chloe Hosking       | Amanda Spratt                |

## Déroulement de la course

### 1reétape
Au terme d'un parcours plat, reliant Hahndorf à Birdwoord, Letizia Paternoster s'impose à l'issue d'un sprint massif, devant Sarah Roy et Arlenis Sierra, permettant à la nouvelle équipe Trek-Segafredo de remporter la toute 1re victoire de son histoire.
| \| Classement de l'étape \| Classement de l'étape \| Classement de l'étape \| Classement de l'étape \| Classement de l'étape \| \| Coureuse \| Coureuse \| Pays \| Équipe \| Temps \| \| --------------------- \| --------------------- \| --------------------- \| ------------------------------------ \| --------------------- \| \| 1re \| Letizia Paternoster \| Italie \| Trek-Segafredo \| 3 h 10 min 28 s \| \| 2e \| Sarah Roy \| Australie \| Mitchelton-Scott \| + 0 s \| \| 3e \| Arlenis Sierra \| Cuba \| Astana Women's Team \| + 0 s \| \| 4e \| Alison Jackson \| Canada \| Tibco-Silicon Valley Bank \| + 0 s \| \| 5e \| Rachele Barbieri \| Italie \| Bepink \| + 0 s \| \| 6e \| Ashleigh Moolman \| Afrique du Sud \| CCC-Liv \| + 0 s \| \| 7e \| Matilda Raynolds \| Australie \| Specialized women's racing \| + 0 s \| \| 8e \| Rebecca Wiasak \| Australie \| UniSA-Australia \| + 0 s \| \| 9e \| Niamh Fisher-Black \| Nouvelle-Zélande \| Mike Greer Homes Womens Cycling Team \| + 0 s \| \| 10e \| Chloe Hosking \| Australie \| Alé Cipollini \| + 0 s \| |                     |                  |                                      |                 |
| |                     |                  |                                      |                 |
| |                     |                  |                                      |                 |
| Classement de l'étape |                     |                  |                                      |                 |
| Coureuse | Coureuse            | Pays             | Équipe                               | Temps           |
| 1re | Letizia Paternoster | Italie           | Trek-Segafredo                       | 3 h 10 min 28 s |
| 2e | Sarah Roy           | Australie        | Mitchelton-Scott                     | + 0 s           |
| 3e | Arlenis Sierra      | Cuba             | Astana Women's Team                  | + 0 s           |
| 4e | Alison Jackson      | Canada           | Tibco-Silicon Valley Bank            | + 0 s           |
| 5e | Rachele Barbieri    | Italie           | Bepink                               | + 0 s           |
| 6e | Ashleigh Moolman    | Afrique du Sud   | CCC-Liv                              | + 0 s           |
| 7e | Matilda Raynolds    | Australie        | Specialized women's racing           | + 0 s           |
| 8e | Rebecca Wiasak      | Australie        | UniSA-Australia                      | + 0 s           |
| 9e | Niamh Fisher-Black  | Nouvelle-Zélande | Mike Greer Homes Womens Cycling Team | + 0 s           |
| 10e | Chloe Hosking       | Australie        | Alé Cipollini                        | + 0 s           |

| \| Classement général \| Classement général \| Classement général \| Classement général \| Classement général \| \| Coureuse \| Coureuse \| Pays \| Équipe \| Temps \| \| ------------------ \| ------------------- \| ------------------ \| -------------------------- \| ------------------ \| \| 1re \| Letizia Paternoster \| Italie \| Trek-Segafredo \| 3 h 10 min 28 s \| \| 2e \| Sarah Roy \| Australie \| Mitchelton-Scott \| + 2 s \| \| 3e \| Chloe Hosking \| Australie \| Alé Cipollini \| + 5 s \| \| 4e \| Gracie Elvin \| Australie \| Mitchelton-Scott \| + 5 s \| \| 5e \| Arlenis Sierra \| Cuba \| Astana Women's Team \| + 6 s \| \| 6e \| Alison Jackson \| Canada \| Tibco-Silicon Valley Bank \| + 10 s \| \| 7e \| Rachele Barbieri \| Italie \| Bepink \| + 10 s \| \| 8e \| Ashleigh Moolman \| Afrique du Sud \| CCC-Liv \| + 10 s \| \| 9e \| Matilda Raynolds \| Australie \| Specialized women's racing \| + 10 s \| \| 10e \| Rebecca Wiasak \| Australie \| UniSA-Australia \| + 10 s \| |                     |                |                            |                 |
| |                     |                |                            |                 |
| |                     |                |                            |                 |
| Classement général |                     |                |                            |                 |
| Coureuse | Coureuse            | Pays           | Équipe                     | Temps           |
| 1re | Letizia Paternoster | Italie         | Trek-Segafredo             | 3 h 10 min 28 s |
| 2e | Sarah Roy           | Australie      | Mitchelton-Scott           | + 2 s           |
| 3e | Chloe Hosking       | Australie      | Alé Cipollini              | + 5 s           |
| 4e | Gracie Elvin        | Australie      | Mitchelton-Scott           | + 5 s           |
| 5e | Arlenis Sierra      | Cuba           | Astana Women's Team        | + 6 s           |
| 6e | Alison Jackson      | Canada         | Tibco-Silicon Valley Bank  | + 10 s          |
| 7e | Rachele Barbieri    | Italie         | Bepink                     | + 10 s          |
| 8e | Ashleigh Moolman    | Afrique du Sud | CCC-Liv                    | + 10 s          |
| 9e | Matilda Raynolds    | Australie      | Specialized women's racing | + 10 s          |
| 10e | Rebecca Wiasak      | Australie      | UniSA-Australia            | + 10 s          |

### 2eétape
L'arrivée de cette étape est jugée au sommet de la côte de Menglers Hill, longue de 3 km et avec une pente moyenne de 8 %. Partie seule à l'approche de cette difficulté, Lucy Kennedy est rejointe puis distancée par sa coéquipière de la Mitchelton-Scott Amanda Spratt, qui remporte l'étape. Cette dernière en profite pour prendre la tête du classement général.
| \| Classement de l'étape \| Classement de l'étape \| Classement de l'étape \| Classement de l'étape \| Classement de l'étape \| \| Coureuse \| Coureuse \| Pays \| Équipe \| Temps \| \| --------------------- \| ----------------------- \| --------------------- \| ---------------------------------- \| --------------------- \| \| 1re \| Amanda Spratt \| Australie \| Mitchelton-Scott \| 3 h 13 min 20 s \| \| 2e \| Lucy Kennedy \| Australie \| Mitchelton-Scott \| + 39 s \| \| 3e \| Kristabel Doebel-Hickok \| États-Unis \| Rally Cycling \| + 45 s \| \| 4e \| Rachel Neylan \| Australie \| Virtu Cycling Women \| + 50 s \| \| 5e \| Jaime Gunning \| Australie \| Specialized women's racing \| + 53 s \| \| 6e \| Alison Jackson \| Canada \| Tibco-Silicon Valley Bank \| + 1 min 01 s \| \| 7e \| Ashleigh Moolman \| Afrique du Sud \| CCC-Liv \| + 1 min 10 s \| \| 8e \| Lauren Stephens \| États-Unis \| Tibco-Silicon Valley Bank \| + 1 min 10 s \| \| 9e \| Taryn Heather \| Australie \| \| + 1 min 13 s \| \| 10e \| Emily Herfoss \| Australie \| Korda Mentha Real Estate Australia \| + 1 min 16 s \| |                         |                |                                    |                 |
| |                         |                |                                    |                 |
| |                         |                |                                    |                 |
| Classement de l'étape |                         |                |                                    |                 |
| Coureuse | Coureuse                | Pays           | Équipe                             | Temps           |
| 1re | Amanda Spratt           | Australie      | Mitchelton-Scott                   | 3 h 13 min 20 s |
| 2e | Lucy Kennedy            | Australie      | Mitchelton-Scott                   | + 39 s          |
| 3e | Kristabel Doebel-Hickok | États-Unis     | Rally Cycling                      | + 45 s          |
| 4e | Rachel Neylan           | Australie      | Virtu Cycling Women                | + 50 s          |
| 5e | Jaime Gunning           | Australie      | Specialized women's racing         | + 53 s          |
| 6e | Alison Jackson          | Canada         | Tibco-Silicon Valley Bank          | + 1 min 01 s    |
| 7e | Ashleigh Moolman        | Afrique du Sud | CCC-Liv                            | + 1 min 10 s    |
| 8e | Lauren Stephens         | États-Unis     | Tibco-Silicon Valley Bank          | + 1 min 10 s    |
| 9e | Taryn Heather           | Australie      |                                    | + 1 min 13 s    |
| 10e | Emily Herfoss           | Australie      | Korda Mentha Real Estate Australia | + 1 min 16 s    |

| \| Classement général \| Classement général \| Classement général \| Classement général \| Classement général \| \| Coureuse \| Coureuse \| Pays \| Équipe \| Temps \| \| ------------------ \| ----------------------- \| ------------------ \| ---------------------------------- \| ------------------ \| \| 1re \| Amanda Spratt \| Australie \| Mitchelton-Scott \| 6 h 23 min 38 s \| \| 2e \| Lucy Kennedy \| Australie \| Mitchelton-Scott \| + 43 s \| \| 3e \| Kristabel Doebel-Hickok \| États-Unis \| Rally Cycling \| + 51 s \| \| 4e \| Rachel Neylan \| Australie \| Virtu Cycling Women \| + 1 min 00 s \| \| 5e \| Jaime Gunning \| Australie \| Specialized women's racing \| + 1 min 03 s \| \| 6e \| Alison Jackson \| Canada \| Tibco-Silicon Valley Bank \| + 1 min 11 s \| \| 7e \| Ashleigh Moolman \| Afrique du Sud \| CCC-Liv \| + 1 min 20 s \| \| 8e \| Lauren Stephens \| États-Unis \| Tibco-Silicon Valley Bank \| + 1 min 20 s \| \| 9e \| Taryn Heather \| Australie \| \| + 1 min 23 s \| \| 10e \| Emily Herfoss \| Australie \| Korda Mentha Real Estate Australia \| + 1 min 46 s \| |                         |                |                                    |                 |
| |                         |                |                                    |                 |
| |                         |                |                                    |                 |
| Classement général |                         |                |                                    |                 |
| Coureuse | Coureuse                | Pays           | Équipe                             | Temps           |
| 1re | Amanda Spratt           | Australie      | Mitchelton-Scott                   | 6 h 23 min 38 s |
| 2e | Lucy Kennedy            | Australie      | Mitchelton-Scott                   | + 43 s          |
| 3e | Kristabel Doebel-Hickok | États-Unis     | Rally Cycling                      | + 51 s          |
| 4e | Rachel Neylan           | Australie      | Virtu Cycling Women                | + 1 min 00 s    |
| 5e | Jaime Gunning           | Australie      | Specialized women's racing         | + 1 min 03 s    |
| 6e | Alison Jackson          | Canada         | Tibco-Silicon Valley Bank          | + 1 min 11 s    |
| 7e | Ashleigh Moolman        | Afrique du Sud | CCC-Liv                            | + 1 min 20 s    |
| 8e | Lauren Stephens         | États-Unis     | Tibco-Silicon Valley Bank          | + 1 min 20 s    |
| 9e | Taryn Heather           | Australie      |                                    | + 1 min 23 s    |
| 10e | Emily Herfoss           | Australie      | Korda Mentha Real Estate Australia | + 1 min 46 s    |

### 3eétape
L'étape est cadenassée par la Mitchelton-Scott, qui impose un rythme très rapide. Dans les derniers kilomètres, Grace Brown est chargée d'emmener le sprint pour sa coéquipière Gracie Elvin mais ni cette dernière ni le reste du peloton ne parviennent à suivre la championne d'Australie du contre-la-montre, qui l'emporte devant Ruth Winder et Rachel Neylan.
| \| Classement de l'étape \| Classement de l'étape \| Classement de l'étape \| Classement de l'étape \| Classement de l'étape \| \| Coureuse \| Coureuse \| Pays \| Équipe \| Temps \| \| --------------------- \| ----------------------- \| --------------------- \| ---------------------------------- \| --------------------- \| \| 1re \| Grace Brown \| Australie \| Mitchelton-Scott \| 3 h 01 min 07 s \| \| 2e \| Ruth Edwards \| États-Unis \| Trek-Segafredo \| + 2 s \| \| 3e \| Rachel Neylan \| Australie \| Virtu Cycling Women \| + 2 s \| \| 4e \| Gracie Elvin \| Australie \| Mitchelton-Scott \| + 4 s \| \| 5e \| Amanda Spratt \| Australie \| Mitchelton-Scott \| + 4 s \| \| 6e \| Letizia Paternoster \| Italie \| Trek-Segafredo \| + 4 s \| \| 7e \| Kristabel Doebel-Hickok \| États-Unis \| Rally Cycling \| + 7 s \| \| 8e \| Lucy Kennedy \| Australie \| Mitchelton-Scott \| + 9 s \| \| 9e \| Emily Herfoss \| Australie \| Korda Mentha Real Estate Australia \| + 9 s \| \| 10e \| Alison Jackson \| Canada \| Tibco-Silicon Valley Bank \| + 9 s \| |                         |            |                                    |                 |
| |                         |            |                                    |                 |
| |                         |            |                                    |                 |
| Classement de l'étape |                         |            |                                    |                 |
| Coureuse | Coureuse                | Pays       | Équipe                             | Temps           |
| 1re | Grace Brown             | Australie  | Mitchelton-Scott                   | 3 h 01 min 07 s |
| 2e | Ruth Edwards            | États-Unis | Trek-Segafredo                     | + 2 s           |
| 3e | Rachel Neylan           | Australie  | Virtu Cycling Women                | + 2 s           |
| 4e | Gracie Elvin            | Australie  | Mitchelton-Scott                   | + 4 s           |
| 5e | Amanda Spratt           | Australie  | Mitchelton-Scott                   | + 4 s           |
| 6e | Letizia Paternoster     | Italie     | Trek-Segafredo                     | + 4 s           |
| 7e | Kristabel Doebel-Hickok | États-Unis | Rally Cycling                      | + 7 s           |
| 8e | Lucy Kennedy            | Australie  | Mitchelton-Scott                   | + 9 s           |
| 9e | Emily Herfoss           | Australie  | Korda Mentha Real Estate Australia | + 9 s           |
| 10e | Alison Jackson          | Canada     | Tibco-Silicon Valley Bank          | + 9 s           |

| \| Classement général \| Classement général \| Classement général \| Classement général \| Classement général \| \| Coureuse \| Coureuse \| Pays \| Équipe \| Temps \| \| ------------------ \| ----------------------- \| ------------------ \| ---------------------------------- \| ------------------ \| \| 1re \| Amanda Spratt \| Australie \| Mitchelton-Scott \| 9 h 24 min 48 s \| \| 2e \| Lucy Kennedy \| Australie \| Mitchelton-Scott \| + 49 s \| \| 3e \| Kristabel Doebel-Hickok \| États-Unis \| Rally Cycling \| + 55 s \| \| 4e \| Rachel Neylan \| Australie \| Virtu Cycling Women \| + 55 s \| \| 5e \| Jaime Gunning \| Australie \| Specialized women's racing \| + 1 min 09 s \| \| 6e \| Alison Jackson \| Canada \| Tibco-Silicon Valley Bank \| + 1 min 12 s \| \| 7e \| Lauren Stephens \| États-Unis \| Tibco-Silicon Valley Bank \| + 1 min 34 s \| \| 8e \| Taryn Heather \| Australie \| \| + 1 min 37 s \| \| 9e \| Emily Herfoss \| Australie \| Korda Mentha Real Estate Australia \| + 1 min 52 s \| \| 10e \| Ruth Edwards \| États-Unis \| Trek-Segafredo \| + 1 min 54 s \| |                         |            |                                    |                 |
| |                         |            |                                    |                 |
| |                         |            |                                    |                 |
| Classement général |                         |            |                                    |                 |
| Coureuse | Coureuse                | Pays       | Équipe                             | Temps           |
| 1re | Amanda Spratt           | Australie  | Mitchelton-Scott                   | 9 h 24 min 48 s |
| 2e | Lucy Kennedy            | Australie  | Mitchelton-Scott                   | + 49 s          |
| 3e | Kristabel Doebel-Hickok | États-Unis | Rally Cycling                      | + 55 s          |
| 4e | Rachel Neylan           | Australie  | Virtu Cycling Women                | + 55 s          |
| 5e | Jaime Gunning           | Australie  | Specialized women's racing         | + 1 min 09 s    |
| 6e | Alison Jackson          | Canada     | Tibco-Silicon Valley Bank          | + 1 min 12 s    |
| 7e | Lauren Stephens         | États-Unis | Tibco-Silicon Valley Bank          | + 1 min 34 s    |
| 8e | Taryn Heather           | Australie  |                                    | + 1 min 37 s    |
| 9e | Emily Herfoss           | Australie  | Korda Mentha Real Estate Australia | + 1 min 52 s    |
| 10e | Ruth Edwards            | États-Unis | Trek-Segafredo                     | + 1 min 54 s    |

### 4eétape
Comme attendu, cette courte étape (46 km) se termine au sprint. L'Australienne Chloe Hosking est la plus rapide et remporte l'étape devant les Italiennes Letizia Paternoster et Rachele Barbieri. Rachel Neylan profite des bonifications des sprints intermédiaires pour monter sur la 3e marche du classement général.
| \| Classement de l'étape \| Classement de l'étape \| Classement de l'étape \| Classement de l'étape \| Classement de l'étape \| \| Coureuse \| Coureuse \| Pays \| Équipe \| Temps \| \| --------------------- \| --------------------- \| --------------------- \| ------------------------- \| --------------------- \| \| 1re \| Chloe Hosking \| Australie \| Alé Cipollini \| 1 h 02 min 38 s \| \| 2e \| Letizia Paternoster \| Italie \| Trek-Segafredo \| + 0 s \| \| 3e \| Rachele Barbieri \| Italie \| Bepink \| + 0 s \| \| 4e \| Sarah Roy \| Australie \| Mitchelton-Scott \| + 0 s \| \| 5e \| Alison Jackson \| Canada \| Tibco-Silicon Valley Bank \| + 0 s \| \| 6e \| Arlenis Sierra \| Cuba \| Astana Women's Team \| + 0 s \| \| 7e \| Paola Muñoz \| Chili \| Swapit Agolico \| + 0 s \| \| 8e \| Lauretta Hanson \| Australie \| Trek-Segafredo \| + 0 s \| \| 9e \| Amy Cure \| Australie \| \| + 0 s \| \| 10e \| Gracie Elvin \| Australie \| Mitchelton-Scott \| + 0 s \| |                     |           |                           |                 |
| |                     |           |                           |                 |
| |                     |           |                           |                 |
| Classement de l'étape |                     |           |                           |                 |
| Coureuse | Coureuse            | Pays      | Équipe                    | Temps           |
| 1re | Chloe Hosking       | Australie | Alé Cipollini             | 1 h 02 min 38 s |
| 2e | Letizia Paternoster | Italie    | Trek-Segafredo            | + 0 s           |
| 3e | Rachele Barbieri    | Italie    | Bepink                    | + 0 s           |
| 4e | Sarah Roy           | Australie | Mitchelton-Scott          | + 0 s           |
| 5e | Alison Jackson      | Canada    | Tibco-Silicon Valley Bank | + 0 s           |
| 6e | Arlenis Sierra      | Cuba      | Astana Women's Team       | + 0 s           |
| 7e | Paola Muñoz         | Chili     | Swapit Agolico            | + 0 s           |
| 8e | Lauretta Hanson     | Australie | Trek-Segafredo            | + 0 s           |
| 9e | Amy Cure            | Australie |                           | + 0 s           |
| 10e | Gracie Elvin        | Australie | Mitchelton-Scott          | + 0 s           |

## Classements finals

### Classement général final
| \| Classement général \| Classement général \| Classement général \| Classement général \| Classement général \| \| Coureuse \| Coureuse \| Pays \| Équipe \| Temps \| \| ------------------ \| ----------------------- \| ------------------ \| ---------------------------------- \| ------------------ \| \| 1re \| Amanda Spratt \| Australie \| Mitchelton-Scott \| 10 h 27 min 26 s \| \| 2e \| Lucy Kennedy \| Australie \| Mitchelton-Scott \| + 49 s \| \| 3e \| Rachel Neylan \| Australie \| Virtu Cycling Women \| + 53 s \| \| 4e \| Kristabel Doebel-Hickok \| États-Unis \| Rally Cycling \| + 55 s \| \| 5e \| Alison Jackson \| Canada \| Tibco-Silicon Valley Bank \| + 1 min 08 s \| \| 6e \| Jaime Gunning \| Australie \| Specialized women's racing \| + 1 min 09 s \| \| 7e \| Lauren Stephens \| États-Unis \| Tibco-Silicon Valley Bank \| + 1 min 34 s \| \| 8e \| Taryn Heather \| Australie \| \| + 1 min 37 s \| \| 9e \| Emily Herfoss \| Australie \| Korda Mentha Real Estate Australia \| + 1 min 52 s \| \| 10e \| Ruth Edwards \| États-Unis \| Trek-Segafredo \| + 1 min 54 s \| |                         |            |                                    |                  |
| |                         |            |                                    |                  |
| Source : ProCyclingStats |                         |            |                                    |                  |
| Classement général |                         |            |                                    |                  |
| Coureuse | Coureuse                | Pays       | Équipe                             | Temps            |
| 1re | Amanda Spratt           | Australie  | Mitchelton-Scott                   | 10 h 27 min 26 s |
| 2e | Lucy Kennedy            | Australie  | Mitchelton-Scott                   | + 49 s           |
| 3e | Rachel Neylan           | Australie  | Virtu Cycling Women                | + 53 s           |
| 4e | Kristabel Doebel-Hickok | États-Unis | Rally Cycling                      | + 55 s           |
| 5e | Alison Jackson          | Canada     | Tibco-Silicon Valley Bank          | + 1 min 08 s     |
| 6e | Jaime Gunning           | Australie  | Specialized women's racing         | + 1 min 09 s     |
| 7e | Lauren Stephens         | États-Unis | Tibco-Silicon Valley Bank          | + 1 min 34 s     |
| 8e | Taryn Heather           | Australie  |                                    | + 1 min 37 s     |
| 9e | Emily Herfoss           | Australie  | Korda Mentha Real Estate Australia | + 1 min 52 s     |
| 10e | Ruth Edwards            | États-Unis | Trek-Segafredo                     | + 1 min 54 s     |

### Classements annexes

#### Classement de la montagne
| Classement de la montagne | Classement de la montagne | Classement de la montagne | Classement de la montagne            | Classement de la montagne |
| Coureuse                  | Coureuse                  | Pays                      | Équipe                               | Points                    |
| ------------------------- | ------------------------- | ------------------------- | ------------------------------------ | ------------------------- |
| 1re                       | Nadia Quagliotto          | Italie                    | Alé Cipollini                        | 26 pts                    |
| 2e                        | Amanda Spratt             | Australie                 | Mitchelton-Scott                     | 18 pts                    |
| 3e                        | Lucy Kennedy              | Australie                 | Mitchelton-Scott                     | 12 pts                    |
| 4e                        | Alice Cobb                | Royaume-Uni               | Tibco-Silicon Valley Bank            | 11 pts                    |
| 5e                        | Kristabel Doebel-Hickok   | États-Unis                | Rally Cycling                        | 11 pts                    |
| 6e                        | Tetyana Riabchenko        | Ukraine                   | Doltcini-Van Eyck Sport              | 8 pts                     |
| 7e                        | Deborah Paine             | Nouvelle-Zélande          | Mike Greer Homes Womens Cycling Team | 7 pts                     |
| 8e                        | Georgia Williams          | Nouvelle-Zélande          | Mitchelton-Scott                     | 7 pts                     |
| 9e                        | Rachel Neylan             | Australie                 | Virtu Cycling Women                  | 6 pts                     |
| 10e                       | Elena Pirrone             | Italie                    | Astana Women's Team                  | 6 pts                     |

#### Classement par points
| Classement par points | Classement par points   | Classement par points | Classement par points     | Classement par points |
| Coureuse              | Coureuse                | Pays                  | Équipe                    | Points                |
| --------------------- | ----------------------- | --------------------- | ------------------------- | --------------------- |
| 1re                   | Sarah Roy               | Australie             | Mitchelton-Scott          | 46 pts                |
| 2e                    | Chloe Hosking           | Australie             | Alé Cipollini             | 40 pts                |
| 3e                    | Alison Jackson          | Canada                | Tibco-Silicon Valley Bank | 36 pts                |
| 4e                    | Letizia Paternoster     | Italie                | Trek-Segafredo            | 35 pts                |
| 5e                    | Rachele Barbieri        | Italie                | Bepink                    | 32 pts                |
| 6e                    | Gracie Elvin            | Australie             | Mitchelton-Scott          | 27 pts                |
| 7e                    | Rebecca Wiasak          | Australie             | UniSA-Australia           | 27 pts                |
| 8e                    | Rachel Neylan           | Australie             | Virtu Cycling Women       | 26 pts                |
| 9e                    | Grace Brown             | Australie             | Mitchelton-Scott          | 25 pts                |
| 10e                   | Kristabel Doebel-Hickok | États-Unis            | Rally Cycling             | 18 pts                |

#### Classement de la meilleure jeune
| Classement du meilleur jeune | Classement du meilleur jeune | Classement du meilleur jeune | Classement du meilleur jeune         | Classement du meilleur jeune |
| Coureuse                     | Coureuse                     | Pays                         | Équipe                               | Temps                        |
| ---------------------------- | ---------------------------- | ---------------------------- | ------------------------------------ | ---------------------------- |
| 1re                          | Jaime Gunning                | Australie                    | Specialized women's racing           | 10 h 28 min 35 s             |
| 2e                           | Niamh Fisher-Black           | Nouvelle-Zélande             | Mike Greer Homes Womens Cycling Team | + 1 min 51 s                 |
| 3e                           | Katia Ragusa                 | Italie                       | Bepink                               | + 1 min 58 s                 |
| 4e                           | Elizabeth Stannard           | Australie                    | Gusto StepFWD KOM                    | + 2 min 15 s                 |
| 5e                           | Grace Anderson               | Nouvelle-Zélande             | Drops                                | + 2 min 18 s                 |
| 6e                           | Jess Pratt                   | Australie                    | Sydney University                    | + 2 min 22 s                 |
| 7e                           | Letizia Paternoster          | Italie                       | Trek-Segafredo                       | + 2 min 50 s                 |
| 8e                           | Elena Pirrone                | Italie                       | Astana Women's Team                  | + 4 min 14 s                 |
| 9e                           | Amanda Jamieson              | Nouvelle-Zélande             | Watersley International              | + 4 min 43 s                 |
| 10e                          | Nadia Quagliotto             | Italie                       | Alé Cipollini                        | + 5 min 25 s                 |

### Points UCI
| Position           | 1er | 2e | 3e | 4e | 5e | 6e | 7e | 8e | 9e | 10e | 11e | 12e | 13e à 15e | 16e à 25e |
| Classement général | 125 | 85 | 70 | 60 | 50 | 40 | 35 | 30 | 25 | 20  | 15  | 10  | 5         | 3         |
| Par étape          | 16  | 12 | 8  | 6  | 5  | 4  | 3  | 2  |    |     |     |     |           |           |
| Leader, par étape  | 3   |    |    |    |    |    |    |    |    |     |     |     |           |           |

## Liste des participantes
| Mitchelton-Scott MTS | Mitchelton-Scott MTS   | Mitchelton-Scott MTS |
| -------------------- | ---------------------- | -------------------- |
| Num                  | Coureuse               | Pos                  |
| 1                    | Amanda Spratt (AUS)    | 1re                  |
| 2                    | Sarah Roy (AUS)        | 48e                  |
| 3                    | Gracie Elvin (AUS)     | 42e                  |
| 4                    | Georgia Williams (NZL) | 33e                  |
| 5                    | Lucy Kennedy (AUS)     | 2e                   |
| 6                    | Grace Brown (AUS)      | 12e                  |

| CCC-Liv CCC | CCC-Liv CCC                    | CCC-Liv CCC |
| ----------- | ------------------------------ | ----------- |
| Num         | Coureuse                       | Pos         |
| 11          | Jeanne Korevaar (NED)          | 61e         |
| 12          | Evy Kuijpers (NED)             | 58e         |
| 13          | Riejanne Markus (NED)          | 54e         |
| 14          | Ashleigh Moolman (RSA)         | NP-3        |
| 15          | Valerie Demey (BEL)            | 50e         |
| 16          | Agnieszka Skalniak-Sójka (POL) | 63e         |

| Trek-Segafredo TFS | Trek-Segafredo TFS                 | Trek-Segafredo TFS |
| ------------------ | ---------------------------------- | ------------------ |
| Num                | Coureuse                           | Pos                |
| 21                 | Lauretta Hanson (AUS)              | 55e                |
| 22                 | Lotta Lepistö (FIN) (route)        | NP-1               |
| 23                 | Elisa Longo Borghini (ITA) (route) | 19e                |
| 24                 | Letizia Paternoster (ITA)          | 25e                |
| 25                 | Tayler Wiles (USA)                 | 40e                |
| 26                 | Ruth Edwards (USA)                 | 10e                |

| Alé Cipollini ALE | Alé Cipollini ALE             | Alé Cipollini ALE |
| ----------------- | ----------------------------- | ----------------- |
| Num               | Coureuse                      | Pos               |
| 31                | Chloe Hosking (AUS)           | 64e               |
| 32                | Eri Yonamine (JPN) (route)    | 34e               |
| 33                | Nadia Quagliotto (ITA)        | 41e               |
| 34                | Jessica Raimondi (ITA)        | 80e               |
| 35                | Marjolein van 't Geloof (NED) | 74e               |
| 36                | Romy Kasper (GER)             | 27e               |

| Astana Women's Team ASA | Astana Women's Team ASA      | Astana Women's Team ASA |
| ----------------------- | ---------------------------- | ----------------------- |
| Num                     | Coureuse                     | Pos                     |
| 41                      | Elena Pirrone (ITA)          | 35e                     |
| 42                      | Jeidy Pradera (CUB)          | AB-3                    |
| 43                      | Carolina Rodríguez (MEX)     | 14e                     |
| 44                      | Lizbeth Salazar (MEX)        | 57e                     |
| 45                      | Marie-Soleil Blais (CAN)     | 39e                     |
| 46                      | Arlenis Sierra (CUB) (route) | 24e                     |

| Tibco-Silicon Valley Bank TIB | Tibco-Silicon Valley Bank TIB | Tibco-Silicon Valley Bank TIB |
| ----------------------------- | ----------------------------- | ----------------------------- |
| Num                           | Coureuse                      | Pos                           |
| 51                            | Alison Jackson (CAN)          | 5e                            |
| 53                            | Sharlotte Lucas (NZL)         | 31e                           |
| 54                            | Shannon Malseed (AUS)         | 20e                           |
| 55                            | Lauren Stephens (USA)         | 7e                            |
| 56                            | Alice Cobb (GBR)              | 36e                           |

| Bepink BPK | Bepink BPK                     | Bepink BPK |
| ---------- | ------------------------------ | ---------- |
| Num        | Coureuse                       | Pos        |
| 61         | Rachele Barbieri (ITA)         | 77e        |
| 62         | Francesca Pattaro (ITA)        | AB-2       |
| 63         | Katia Ragusa (ITA)             | 15e        |
| 64         | Nicole Steigenga (NED)         | 66e        |
| 65         | Silvia Valsecchi (ITA)         | 76e        |
| 66         | Tereza Medvedová (SVK) (route) | 73e        |

| Rally Cycling RLW | Rally Cycling RLW             | Rally Cycling RLW |
| ----------------- | ----------------------------- | ----------------- |
| Num               | Coureuse                      | Pos               |
| 71                | Sara Bergen (CAN)             | 29e               |
| 72                | Kristabel Doebel-Hickok (USA) | 4e                |
| 73                | Gillian Ellsay (CAN)          | 69e               |
| 74                | Heidi Franz (USA)             | 52e               |
| 75                | Abigail Mickey (USA)          | 72e               |
| 76                | Summer Moak (USA)             | AB-2              |

| Doltcini-Van Eyck Sport DVE | Doltcini-Van Eyck Sport DVE | Doltcini-Van Eyck Sport DVE |
| --------------------------- | --------------------------- | --------------------------- |
| Num                         | Coureuse                    | Pos                         |
| 81                          | Bryony van Velzen (NED)     | 79e                         |
| 82                          | Daniela Reis (POR) (route)  | 75e                         |
| 83                          | Tetyana Riabchenko (UKR)    | 22e                         |
| 84                          | Jesse Vandenbulcke (BEL)    | 32e                         |
| 85                          | Anisha Vekemans (BEL)       | 78e                         |
| 86                          | Victoire Berteau (FRA)      | 59e                         |

| Swapit Agolico SWA | Swapit Agolico SWA              | Swapit Agolico SWA |
| ------------------ | ------------------------------- | ------------------ |
| Num                | Coureuse                        | Pos                |
| 91                 | Brenda Santoyo (MEX) (route)    | 71e                |
| 92                 | Paola Muñoz (CHI)               | 43e                |
| 93                 | María José Vargas (CRC) (route) | 62e                |
| 94                 | Andrea Ramírez (MEX)            | 49e                |
| 95                 | Milena Salcedo (COL)            | 67e                |
| 96                 | Anet Barrera (MEX)              | 53e                |

| Nouvelle-Zélande NZL | Nouvelle-Zélande NZL | Nouvelle-Zélande NZL |
| -------------------- | -------------------- | -------------------- |
| Num                  | Coureuse             | Pos                  |
| 101                  | Deborah Paine        | 44e                  |
| 102                  | Elyse Fraser         | 28e                  |
| 103                  | Kirsty McCallum      | 26e                  |
| 104                  | Grace Anderson       | 18e                  |
| 105                  | Amanda Jamieson      | 37e                  |
| 106                  | Niamh Fisher-Black   | 13e                  |

| UniSA-Australia AUS | UniSA-Australia AUS  | UniSA-Australia AUS |
| ------------------- | -------------------- | ------------------- |
| Num                 | Coureuse             | Pos                 |
| 111                 | Lauren Kitchen (AUS) | 11e                 |
| 112                 | Rachel Neylan (AUS)  | 3e                  |
| 113                 | Emily Herfoss (AUS)  | 9e                  |
| 114                 | Rebecca Wiasak (AUS) | 60e                 |
| 115                 | Josie Talbot (AUS)   | 70e                 |
| 116                 | Anya Louw (AUS)      | AB-4                |

| Specialized women's racing ___ | Specialized women's racing ___ | Specialized women's racing ___ |
| ------------------------------ | ------------------------------ | ------------------------------ |
| Num                            | Coureuse                       | Pos                            |
| 121                            | Amy Cure (AUS)                 | 47e                            |
| 122                            | Ashlee Ankudinoff (AUS)        | 45e                            |
| 123                            | Matilda Raynolds (AUS)         | 16e                            |
| 124                            | Ella Bloor (AUS)               | 65e                            |
| 125                            | Jaime Gunning (AUS)            | 6e                             |
| 126                            | Taryn Heather (AUS)            | 8e                             |

| Gusto StepFWD KOM ___ | Gusto StepFWD KOM ___    | Gusto StepFWD KOM ___ |
| --------------------- | ------------------------ | --------------------- |
| Num                   | Coureuse                 | Pos                   |
| 131                   | Jessica Mundy (AUS)      | 51e                   |
| 132                   | Nicola Macdonald (AUS)   | 68e                   |
| 133                   | Jenny Pettenon (AUS)     | AB-3                  |
| 134                   | Justine Barrow (AUS)     | AB-1                  |
| 135                   | Veronica Lebedev (AUS)   | 38e                   |
| 136                   | Elizabeth Stannard (AUS) | 17e                   |

| Sydney University ___ | Sydney University ___    | Sydney University ___ |
| --------------------- | ------------------------ | --------------------- |
| Num                   | Coureuse                 | Pos                   |
| 141                   | Georgia Whitehouse (AUS) | 23e                   |
| 142                   | Gina Ricardo (AUS)       | 46e                   |
| 143                   | Anna Booth (AUS)         | 30e                   |
| 144                   | Jess Pratt (AUS)         | 21e                   |
| 145                   | Jade Colligan (AUS)      | AB-1                  |
| 146                   | Emily Watts (AUS)        | 56e                   |

| Mitchelton-Scott MTS | Mitchelton-Scott MTS   | Mitchelton-Scott MTS |
| -------------------- | ---------------------- | -------------------- |
| Num                  | Coureuse               | Pos                  |
| 1                    | Amanda Spratt (AUS)    | 1re                  |
| 2                    | Sarah Roy (AUS)        | 48e                  |
| 3                    | Gracie Elvin (AUS)     | 42e                  |
| 4                    | Georgia Williams (NZL) | 33e                  |
| 5                    | Lucy Kennedy (AUS)     | 2e                   |
| 6                    | Grace Brown (AUS)      | 12e                  |

| CCC-Liv CCC | CCC-Liv CCC                    | CCC-Liv CCC |
| ----------- | ------------------------------ | ----------- |
| Num         | Coureuse                       | Pos         |
| 11          | Jeanne Korevaar (NED)          | 61e         |
| 12          | Evy Kuijpers (NED)             | 58e         |
| 13          | Riejanne Markus (NED)          | 54e         |
| 14          | Ashleigh Moolman (RSA)         | NP-3        |
| 15          | Valerie Demey (BEL)            | 50e         |
| 16          | Agnieszka Skalniak-Sójka (POL) | 63e         |

| Trek-Segafredo TFS | Trek-Segafredo TFS                 | Trek-Segafredo TFS |
| ------------------ | ---------------------------------- | ------------------ |
| Num                | Coureuse                           | Pos                |
| 21                 | Lauretta Hanson (AUS)              | 55e                |
| 22                 | Lotta Lepistö (FIN) (route)        | NP-1               |
| 23                 | Elisa Longo Borghini (ITA) (route) | 19e                |
| 24                 | Letizia Paternoster (ITA)          | 25e                |
| 25                 | Tayler Wiles (USA)                 | 40e                |
| 26                 | Ruth Edwards (USA)                 | 10e                |

| Alé Cipollini ALE | Alé Cipollini ALE             | Alé Cipollini ALE |
| ----------------- | ----------------------------- | ----------------- |
| Num               | Coureuse                      | Pos               |
| 31                | Chloe Hosking (AUS)           | 64e               |
| 32                | Eri Yonamine (JPN) (route)    | 34e               |
| 33                | Nadia Quagliotto (ITA)        | 41e               |
| 34                | Jessica Raimondi (ITA)        | 80e               |
| 35                | Marjolein van 't Geloof (NED) | 74e               |
| 36                | Romy Kasper (GER)             | 27e               |

| Astana Women's Team ASA | Astana Women's Team ASA      | Astana Women's Team ASA |
| ----------------------- | ---------------------------- | ----------------------- |
| Num                     | Coureuse                     | Pos                     |
| 41                      | Elena Pirrone (ITA)          | 35e                     |
| 42                      | Jeidy Pradera (CUB)          | AB-3                    |
| 43                      | Carolina Rodríguez (MEX)     | 14e                     |
| 44                      | Lizbeth Salazar (MEX)        | 57e                     |
| 45                      | Marie-Soleil Blais (CAN)     | 39e                     |
| 46                      | Arlenis Sierra (CUB) (route) | 24e                     |

| Tibco-Silicon Valley Bank TIB | Tibco-Silicon Valley Bank TIB | Tibco-Silicon Valley Bank TIB |
| ----------------------------- | ----------------------------- | ----------------------------- |
| Num                           | Coureuse                      | Pos                           |
| 51                            | Alison Jackson (CAN)          | 5e                            |
| 53                            | Sharlotte Lucas (NZL)         | 31e                           |
| 54                            | Shannon Malseed (AUS)         | 20e                           |
| 55                            | Lauren Stephens (USA)         | 7e                            |
| 56                            | Alice Cobb (GBR)              | 36e                           |

| Bepink BPK | Bepink BPK                     | Bepink BPK |
| ---------- | ------------------------------ | ---------- |
| Num        | Coureuse                       | Pos        |
| 61         | Rachele Barbieri (ITA)         | 77e        |
| 62         | Francesca Pattaro (ITA)        | AB-2       |
| 63         | Katia Ragusa (ITA)             | 15e        |
| 64         | Nicole Steigenga (NED)         | 66e        |
| 65         | Silvia Valsecchi (ITA)         | 76e        |
| 66         | Tereza Medvedová (SVK) (route) | 73e        |

| Rally Cycling RLW | Rally Cycling RLW             | Rally Cycling RLW |
| ----------------- | ----------------------------- | ----------------- |
| Num               | Coureuse                      | Pos               |
| 71                | Sara Bergen (CAN)             | 29e               |
| 72                | Kristabel Doebel-Hickok (USA) | 4e                |
| 73                | Gillian Ellsay (CAN)          | 69e               |
| 74                | Heidi Franz (USA)             | 52e               |
| 75                | Abigail Mickey (USA)          | 72e               |
| 76                | Summer Moak (USA)             | AB-2              |

| Doltcini-Van Eyck Sport DVE | Doltcini-Van Eyck Sport DVE | Doltcini-Van Eyck Sport DVE |
| --------------------------- | --------------------------- | --------------------------- |
| Num                         | Coureuse                    | Pos                         |
| 81                          | Bryony van Velzen (NED)     | 79e                         |
| 82                          | Daniela Reis (POR) (route)  | 75e                         |
| 83                          | Tetyana Riabchenko (UKR)    | 22e                         |
| 84                          | Jesse Vandenbulcke (BEL)    | 32e                         |
| 85                          | Anisha Vekemans (BEL)       | 78e                         |
| 86                          | Victoire Berteau (FRA)      | 59e                         |

| Swapit Agolico SWA | Swapit Agolico SWA              | Swapit Agolico SWA |
| ------------------ | ------------------------------- | ------------------ |
| Num                | Coureuse                        | Pos                |
| 91                 | Brenda Santoyo (MEX) (route)    | 71e                |
| 92                 | Paola Muñoz (CHI)               | 43e                |
| 93                 | María José Vargas (CRC) (route) | 62e                |
| 94                 | Andrea Ramírez (MEX)            | 49e                |
| 95                 | Milena Salcedo (COL)            | 67e                |
| 96                 | Anet Barrera (MEX)              | 53e                |

| Nouvelle-Zélande NZL | Nouvelle-Zélande NZL | Nouvelle-Zélande NZL |
| -------------------- | -------------------- | -------------------- |
| Num                  | Coureuse             | Pos                  |
| 101                  | Deborah Paine        | 44e                  |
| 102                  | Elyse Fraser         | 28e                  |
| 103                  | Kirsty McCallum      | 26e                  |
| 104                  | Grace Anderson       | 18e                  |
| 105                  | Amanda Jamieson      | 37e                  |
| 106                  | Niamh Fisher-Black   | 13e                  |

| UniSA-Australia AUS | UniSA-Australia AUS  | UniSA-Australia AUS |
| ------------------- | -------------------- | ------------------- |
| Num                 | Coureuse             | Pos                 |
| 111                 | Lauren Kitchen (AUS) | 11e                 |
| 112                 | Rachel Neylan (AUS)  | 3e                  |
| 113                 | Emily Herfoss (AUS)  | 9e                  |
| 114                 | Rebecca Wiasak (AUS) | 60e                 |
| 115                 | Josie Talbot (AUS)   | 70e                 |
| 116                 | Anya Louw (AUS)      | AB-4                |

| Specialized women's racing ___ | Specialized women's racing ___ | Specialized women's racing ___ |
| ------------------------------ | ------------------------------ | ------------------------------ |
| Num                            | Coureuse                       | Pos                            |
| 121                            | Amy Cure (AUS)                 | 47e                            |
| 122                            | Ashlee Ankudinoff (AUS)        | 45e                            |
| 123                            | Matilda Raynolds (AUS)         | 16e                            |
| 124                            | Ella Bloor (AUS)               | 65e                            |
| 125                            | Jaime Gunning (AUS)            | 6e                             |
| 126                            | Taryn Heather (AUS)            | 8e                             |

| Gusto StepFWD KOM ___ | Gusto StepFWD KOM ___    | Gusto StepFWD KOM ___ |
| --------------------- | ------------------------ | --------------------- |
| Num                   | Coureuse                 | Pos                   |
| 131                   | Jessica Mundy (AUS)      | 51e                   |
| 132                   | Nicola Macdonald (AUS)   | 68e                   |
| 133                   | Jenny Pettenon (AUS)     | AB-3                  |
| 134                   | Justine Barrow (AUS)     | AB-1                  |
| 135                   | Veronica Lebedev (AUS)   | 38e                   |
| 136                   | Elizabeth Stannard (AUS) | 17e                   |

| Sydney University ___ | Sydney University ___    | Sydney University ___ |
| --------------------- | ------------------------ | --------------------- |
| Num                   | Coureuse                 | Pos                   |
| 141                   | Georgia Whitehouse (AUS) | 23e                   |
| 142                   | Gina Ricardo (AUS)       | 46e                   |
| 143                   | Anna Booth (AUS)         | 30e                   |
| 144                   | Jess Pratt (AUS)         | 21e                   |
| 145                   | Jade Colligan (AUS)      | AB-1                  |
| 146                   | Emily Watts (AUS)        | 56e                   |

## Évolution des classements
| Étapes           | Vainqueur           | Classement général  | Classement de la montagne | Classement par points | Classement du meilleur jeune |
| ---------------- | ------------------- | ------------------- | ------------------------- | --------------------- | ---------------------------- |
| 1re étape        | Letizia Paternoster | Letizia Paternoster | Nadia Quagliotto          | Sarah Roy             | Letizia Paternoster          |
| 2e étape         | Amanda Spratt       | Amanda Spratt       | Nadia Quagliotto          | Sarah Roy             | Jaime Gunning                |
| 3e étape         | Grace Brown         | Amanda Spratt       | Nadia Quagliotto          | Sarah Roy             | Jaime Gunning                |
| 4e étape         | Chloe Hosking       | Amanda Spratt       | Nadia Quagliotto          | Sarah Roy             | Jaime Gunning                |
| Classement final | Classement final    | Amanda Spratt       | Nadia Quagliotto          | Sarah Roy             | Jaime Gunning                |